# Alexandra Frosterus-Såltin
Alexandra Theodora Frosterus-Såltin, född 6 december 1837 i Ingå, död 29 februari 1916 i Vasa, var en finländsk konstnär, mest känd för sina altartavlor. Hon målade närmare 70 altartavlor och gjorde också illustrationer.

## Biografi
Frosterus-Såltins föräldrar var Benjamin Frosterus, professor i teologi, och Vilhelmina Sofia Frosterus (född Gadolin). Frosterus-Såltin växte upp i Haga prästgård i Vasa, där fadern blev kyrkoherde i Vasa och Mustasaari församlingar 1837. Hon gifte sig 1868 med läkaren Fredrik Viktor Såltin (1833–1873) från Tenala. Paret hade tre barn. 
Åren 1852–1857 studerade Frosterus-Såltin vid Åbo ritskola. Efter det studerade hon konst under ledning av Robert Wilhelm Ekman 1857–1858 och åren 1858–1862 under ledning av Otto Mengelberg i Düsseldorf. Hon hade sin debututställning 1858. Den första altartavlan som Frosterus-Såltin målade finns i Törnävä kyrka i Seinäjoki.
Hon är representerad på bland andra Finlands Nationalgalleri i Helsingfors och Tikanojas konsthem i Vasa.
År 2022 utgavs en biografi om Alexander Frosterus-Såltin med titeln Då jag målar saknar jag intet.

## Verk i urval

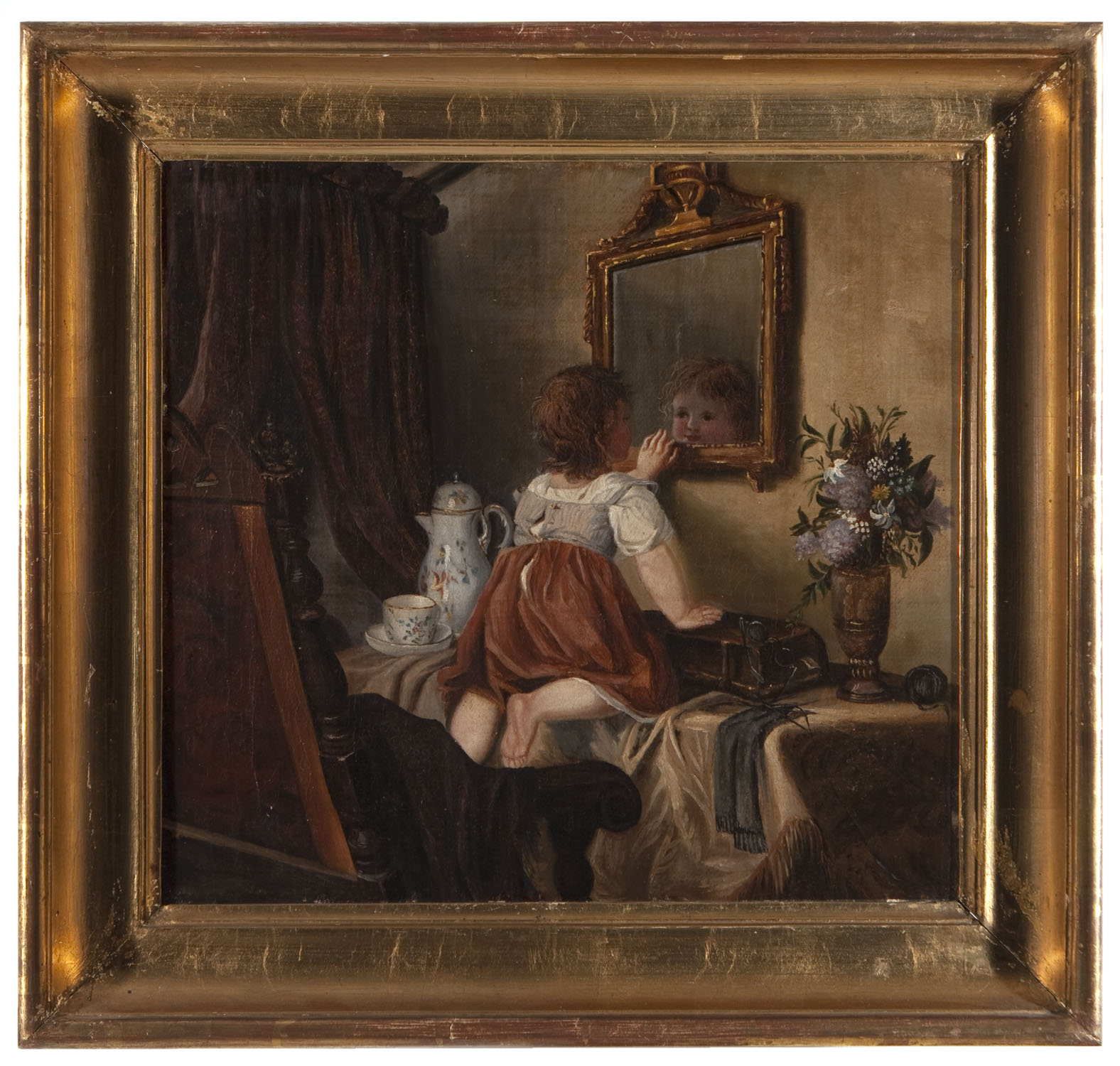
Barn med spegel, cirka 1875.
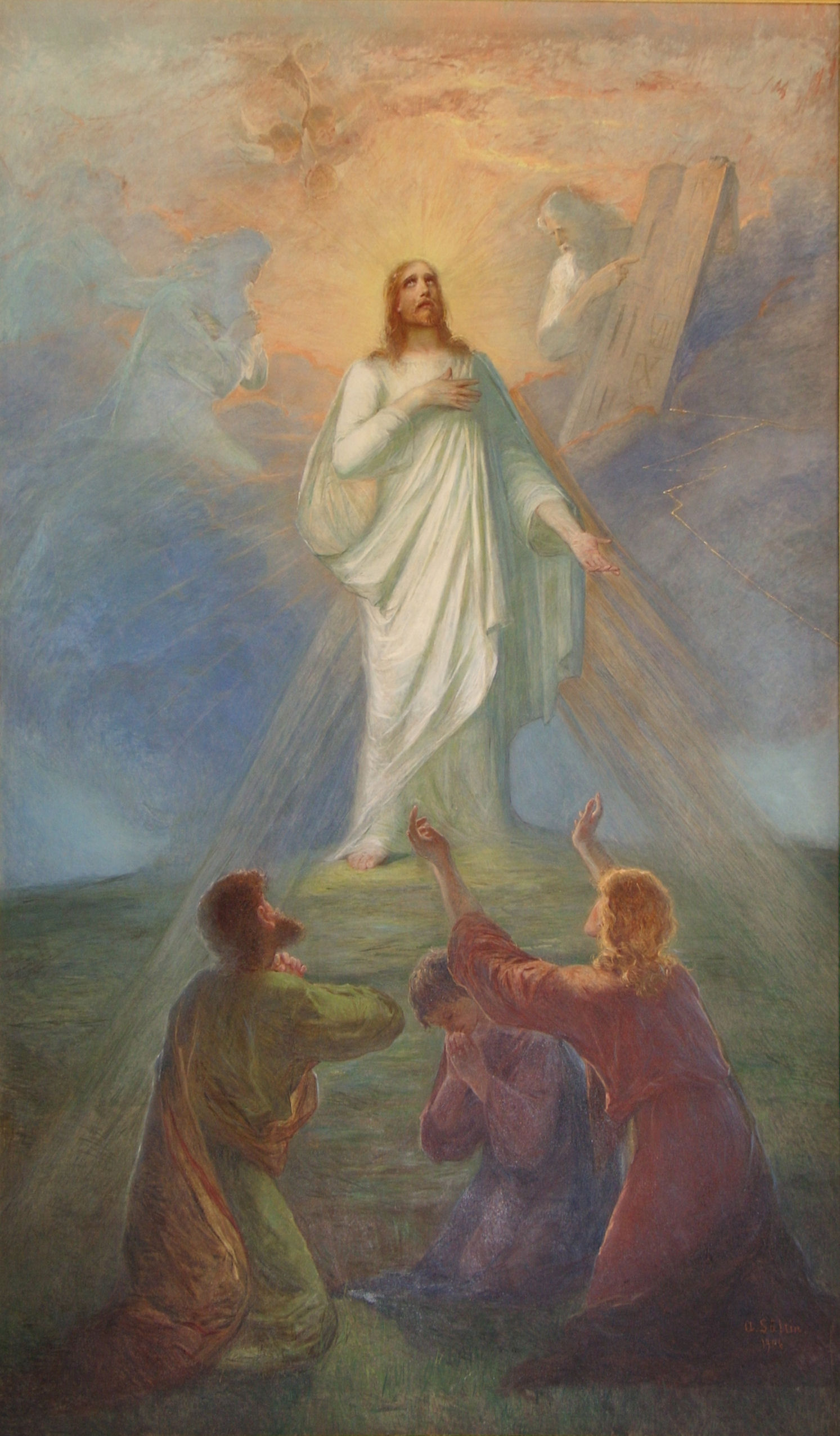
Altartavlan i Jalasjärvi kyrka, 1906.
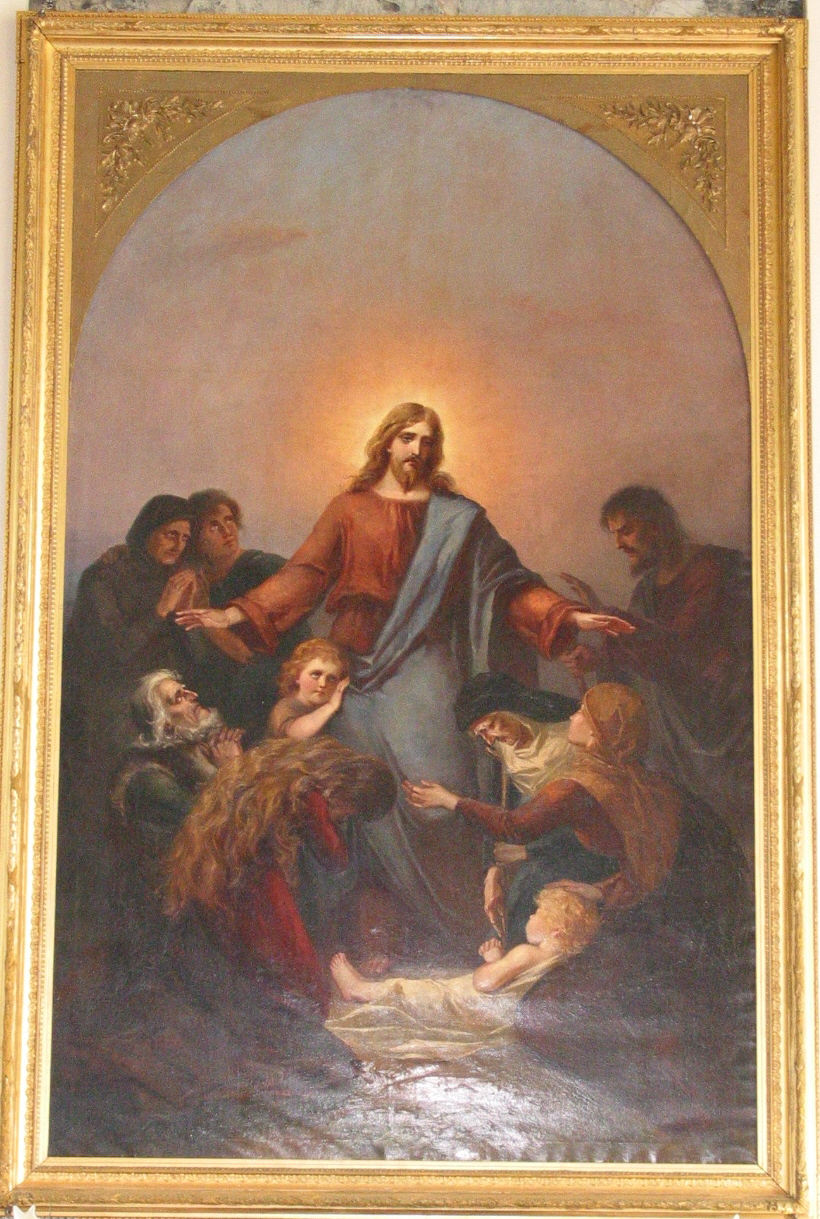
Altartavlan i Karislojo kyrka.